# Operation Schienenkrieg
Die Operation Schienenkrieg (russisch Операция Рельсовая война) war eine Operation der sowjetischen Partisanen im Deutsch-Sowjetischen Krieg vom 3. August bis 15. September 1943 speziell gegen das Schienennetz im Hinterland der deutschen Wehrmacht zur Unterstützung der Gegenoffensive bei Kursk (Orjoler Operation und Belgorod-Charkower Operation).

## Plan und Durchführung
Ziel war ein Schlag gegen das feindliche Schienennetz. Man wollte mittels einer neuen Kampfweise, durch den Masseneinsatz von kleinen Minen, möglichst viele Gleise gleichzeitig sprengen, um damit eine schnelle Wiederinstandsetzung zu verhindern. Am 9. Juli 1943 schrieb der Chef des Zentralen Partisanenstabes Panteleimon K. Ponomarenko in einer Denkschrift:

„Man kann sich vorstellen, was für einen operativen Effekt die Zerstörung von 200-300 Tausend Stück Schienen haben würde. […] Wie es sich zeigte, reichen 100 g und nicht 400 g Sprengstoff, um eine Schiene, die im Durchschnitt 500 kg wiegt, auseinanderzureißen. Man benötigt also 1 t Trotyl um 10.000 Schienen zu zerstören, und 100 t Trotyl um 1 Million Schienen zu zerstören. Der Zentralstab hat alles für eine solche Aktion vorbereitet.“

Normalerweise verursacht ein entgleister Zug eine Störung von 7 bis 14 Stunden, und eine Gleissprengung lediglich 3 bis 6 Stunden. Der Plan sah vor, auf Bahnstrecken von insgesamt 7069 km zeitgleich 126.400 Schienen zu zerstören. Dazu sollten die Partisanen mit insgesamt 161 t Sprengstoff, Munition, Medikamenten und Propagandamaterial beliefert werden. Darüber hinaus wurden Verbindungsoffiziere und Sprengexperten zu den Partisanen entsandt. Flankierend dazu wurde schwere Bombenangriffe auf Spitzen- und Knotenbahnhöfe geflogen.
Am 14. Juli ordnete der Zentrale Stab der sowjetischen Partisanenbewegung die Operation an. Zur Vorbereitung hielten die Parteisekretäre von den im Untergrund arbeitenden Parteikomitees Versammlungen mit Kommandeuren und Kommissaren der Partisanenverbände ab. Die Operation begann in der Nacht zum 3. August. Sehr oft wurden die Schienen auch abmontiert und in Sümpfen oder Gewässern versenkt, oder durch Brände und andere Techniken verbogen.

## Deutsche Gegenmaßnahmen
Als Reaktion legte der „Führerbefehl Nr. 9“ an die Heeresgruppe Mitte fest, dass „alle für nicht lebenswichtige Aufgaben eingesetzten Heereskräfte, alle irgendwie verfügbaren Ausbildungseinheiten, entbehrliches Luftwaffenpersonal und aufgerufene Alarmeinheiten“ zur „Streckenbewachung“ heranzuziehen sind. Der Kommandant des rückwärtigen Gebietes der 4. Armee erließ am 5. August den Befehl, die Zivilbevölkerung als Spalier an der Bahnlinie aufzustellen, mit einem Abstand von höchstens 200 m, geordnet nach Dorfgemeinschaft. Falls dennoch Partisanen durchkämen, seien „schärfste Maßnahmen gegen diese Dorfgemeinschaft notwendig“. Außerdem befahl er, dass die Stützpunktsbesatzungen in der Nacht nicht mehr schlafen dürften. Der Transportchef der Heeresgruppe Mitte Hermann Teske berichtet, dass an der Strecke Shlobin–Gomel alle 5 Meter ein Mann zur Streckenbewachung eingesetzt wurde, aber trotzdem noch Sprengungen erfolgten. In verschiedenen Fällen liefen zur Bewachung der Bahnlinien eingesetzte Osteinheiten vollständig zu den Partisanen über. Das Kriegstagebuch der 3. Panzerarmee hielt am 3. August 1943 „Anhaltende nächtliche Bandenversorgung aus der Luft“ fest und notierte: „Verstärkung der Nachtjagd ist unbedingt erforderlich zur Verhinderung der Bandenversorgung, da andernfalls mit Fortsetzung ähnlicher Großsprengungen der Eisenbahnlinie wie am heutigen Morgen gerechnet werden muß.“
Die Reichsbahn reagierte mit Umleitungen, Befahren des falschen Gleises auf zweigleisigen Strecken und Fahren auf Sicht. So wurden auf zweigleisigen Strecken das eine Gleis wieder hergestellt und Züge aus beiden Richtungen in Bündeln zusammengefasst, und dann mit ‚Fahren auf Sicht’ abwechselnd über die eingleisige Strecke geschleust.

## Wirkung
In weiten Teilen des rückwärtigen Gebietes wurden die Bahnverbindungen für 48 Stunden stillgelegt. Das Kriegstagebuch des Oberkommandos der Wehrmacht stellte am 6. August 1943 fest, dass der „gesamte Verkehr im rückwärtigen Gebiet der H.Gr. Mitte“ durch den Schlag „lahmgelegt“ wurde. Am 3. Oktober 1943 hielt Kriegstagebuch des OKW dazu fest:

„Bericht über die Bandenlage im Osten von Juli bis September 1943. Die Reihensprengungen an Bahnstrecken haben erstmalig zu schwerwiegenden unmittelbaren operativen Nachteilen geführt (vgl. 6. 8./1 f.). An einigen Stellen beginnt die Bandentätigkeit in einen Volksaufstand überzugehen.“

Bei der 9. Armee führte das Ausbleiben dringend benötigter Betriebsstoffe Mitte August zur Stilllegung zahlreicher Panzer und Kraftfahrzeuge, so dass große Teile der Armee unbeweglich wurden. Die Sprengungen führten, neben falschen Berechnungen zum Munitionsverbrauch, zu einem „fatalen Munitionsmangel“.
Laut Teske wurden im August 20.505 Sprengstellen und 4.528 verhinderte Sprengungen festgestellt. Reihensprengungen wurden von den Deutschen als jeweils eine gezählt. Der deutsch-polnische Historiker Bogdan Musiał stellt diese Zahlen den sowjetischen Angaben gegenüber, die von 94.477 zerstörten Schienen allein bis zum 15. August berichten, und hält diese daher für weit übertrieben.
Bernd Bonwetsch weist auf das schwer lösbare Problem hin, die Gleisanlagen und Brücken so zu zerstören, dass sie zwar die Wehrmacht behindern, aber nicht die vorrückende Rote Armee.
Vom 19. September bis zum 1. November 1943 erfolgte die größere „Operation Konzert“ und im Juni 1944 eine noch größere solche Aktion zur Unterstützung der Operation Bagration.

## Bewertung
Für Leonid Grenkevich war die Operation einer der größten Erfolge der sowjetischen Partisanenbewegung und trug maßgeblich zum Sieg in der Kursker Schlacht bei. Chris Bellamy stimmt der Einschätzung von Grenkevich zu. Bernd Bonwetsch urteilt hingegen, die deutschen Eisenbahnbewegungen wären „erheblich be-, aber nicht verhindert“ worden, und angesichts der Menge der eingesetzten Partisanen sei der Erfolg „erstaunlich gering“ gewesen. Für Bogdan Musiał schafften es die Partisanen nicht, die deutschen Nachschubwege „ernsthaft zu stören“

## Sonstiges
Das „Belarussische Staatliche Museum der Geschichte des Großen Vaterländischen Krieges“ stellt Schienen aus, die mit nur 75 Gramm schweren Sprengladungen gesprengt wurden.